# Elena Riccoboni
Elena Riccoboni (född Elena Virginia Baletti), född i Ferrara 27 april 1686, död i Paris 30 december 1771, var en italiensk skådespelare, poet och dramatiker. Som poet tillhörde hon akademierna i Ferrara, Bologna och Venedig. Under namnet Flaminia var hon en uppmärksammad aktör vid Comedie-Italienne i Paris, och är känd som den första som reciterade Merope av Scipione Maffei. Hon var gift med Luigi Riccoboni.